# Cilaos (vino)

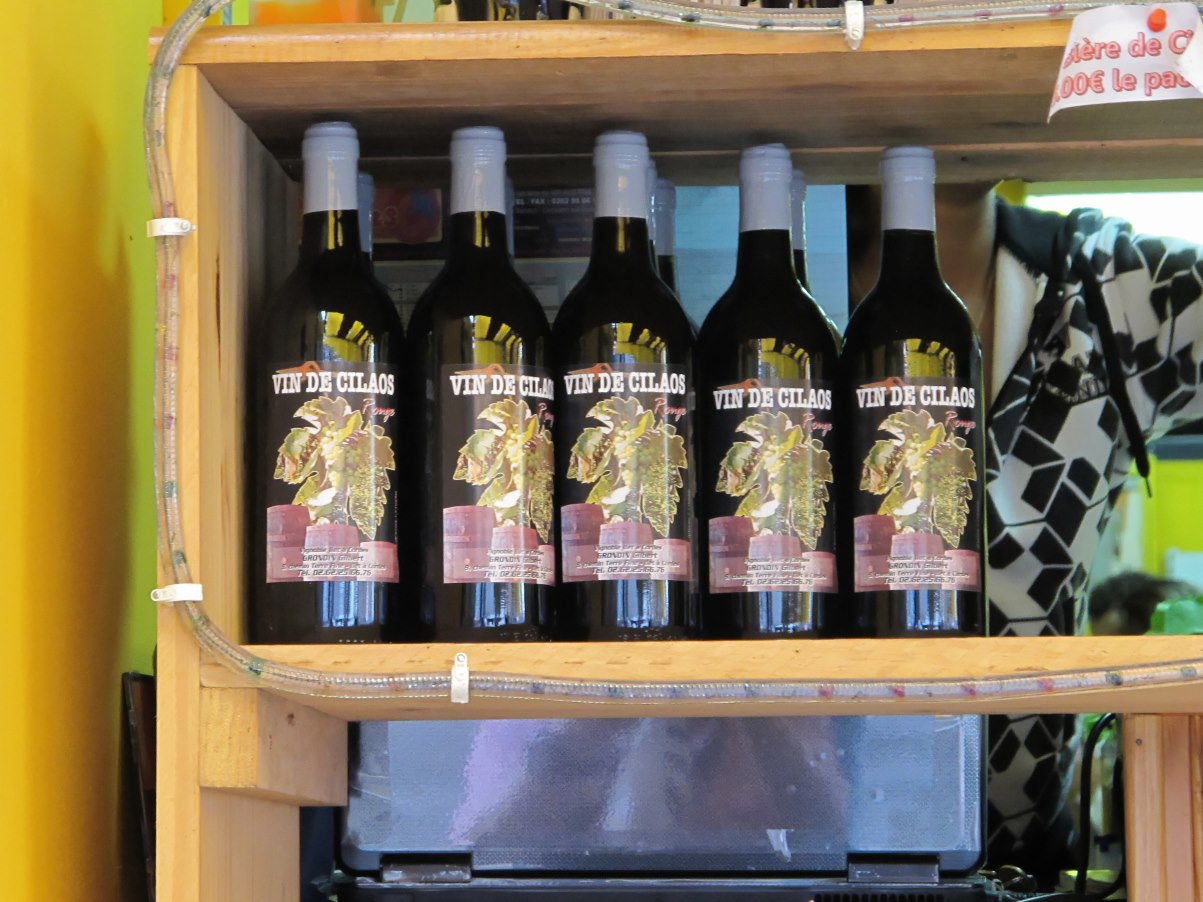
Vin de Cilaos

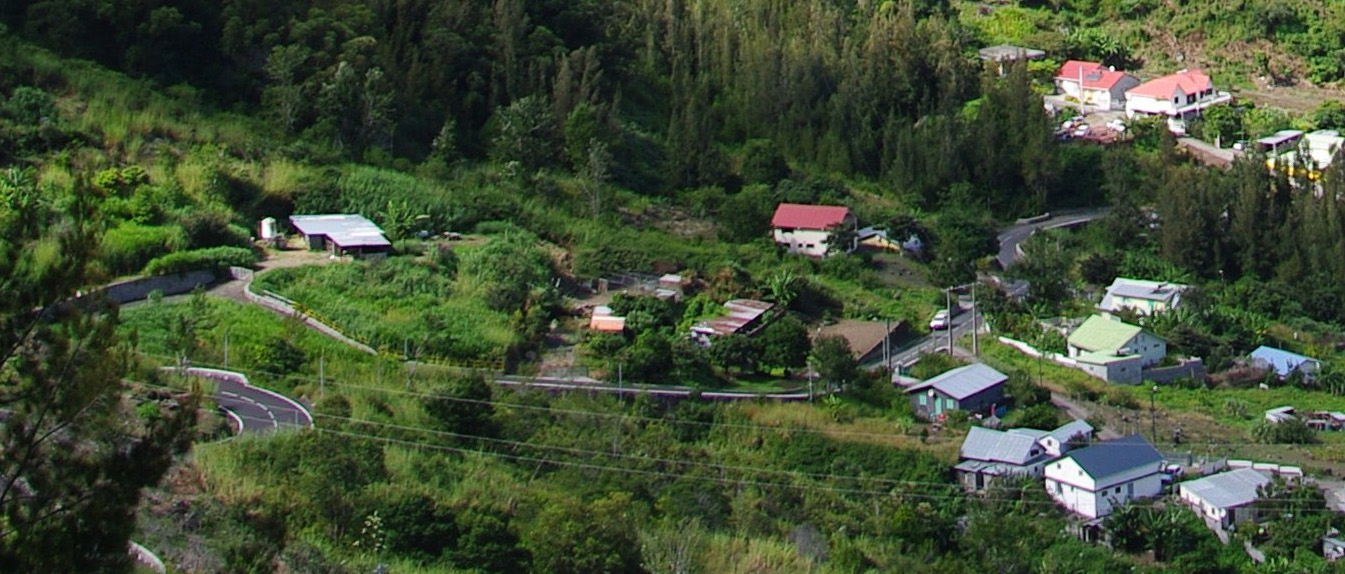
Viñedo en Cilaos.

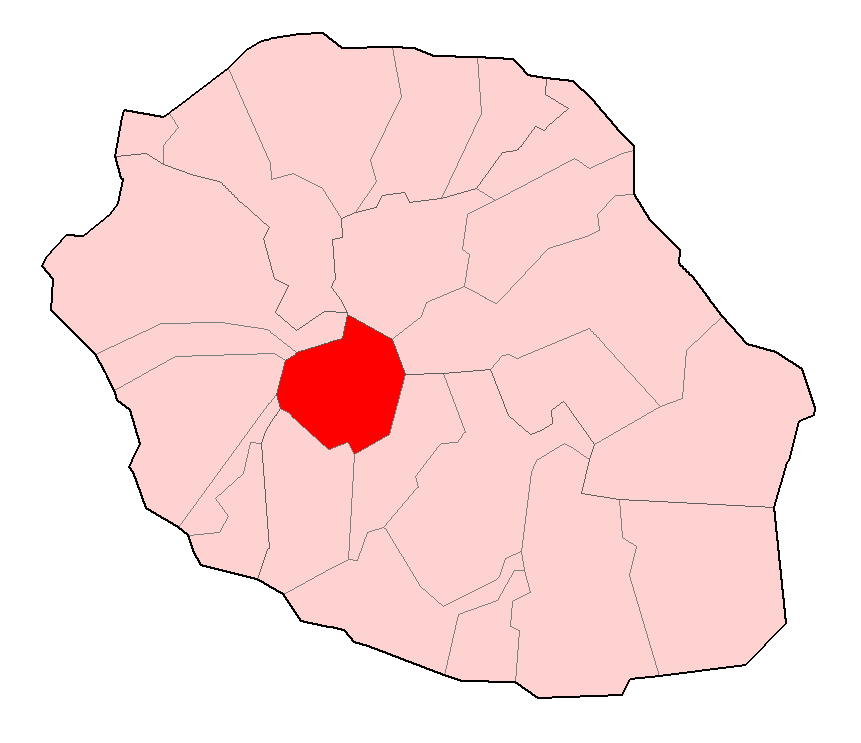
Localización de Cilaos en la isla de Reunión.

El Cilaos (Vin de Cilaos) es una variedad de vino de montaña producida en el circo de Cilaos, en La Reunión, una isla del índico dependiente de Francia. Se trata de un vino cultivado en clima tropical de altitud húmedo, que vive dos estaciones muy marcadas: seco invierno (de mayo a noviembre) y un verano lluvioso con riesgo de ciclones (diciembre a abril). Las variedades de uva de Cilaos son Pinot Noir y Malbec de vinos tintos y Chenin de vino blanco.
Es uno de los únicos vinos franceses producidos en el hemisferio sur. Se benefició de la denominación vin de pays desde 2004, año de obtención, hasta 2009, año de supresión de la denominación en la legislación francesa. Su solicitud de reconocimiento como IGP está en curso.
No debe confundirse con vinos producidos a partir de la variedad de uva Isabelle, procedentes de Reunión, pero que no se producen en el área de Cilaos, pero que tienen el mismo nombre.